# 2 Strzelecki Dywizjon Artylerii (Imperium Rosyjskie)
2 Strzelecki Dywizjon Artylerii (ros. 2-го стрелковый артиллерийский дивизион) – pododdział artylerii okresu Imperium Rosyjskiego. Dyslokacja w 1914: Radom (Радом).

## Przyporządkowanie 1 stycznia 1914
- 14 Korpus Armijny - (14 АК, 14 армейский корпус), Lublin
  - 2 Brygada Strzelców - Radom
    - 2 Strzelecki Dywizjon Artylerii - (2-го стрелковый артиллерийский дивизион), Radom